# 細谷昭雄
細谷 昭雄（ほそや あきお、1927年1月10日 - 2014年3月12日）は、日本の政治家。衆議院議員（2期）、参議院議員（1期）を歴任した。

## 来歴・人物
秋田県仙北郡神岡町（現大仙市）出身。旧制秋田県立横手中学校（現在の秋田県立横手高等学校）を経て、秋田大学学芸学部（現在の秋田大学教育文化学部）卒。卒業後は小中学校教員になり、秋田県教職員組合仙北支部書記長、同支部長、大曲仙北郡労事務局長、同議長、日本社会党大曲仙北総支部執行委員長などを経て、1971年秋田県議に当選し2期務めた。1979年の第35回衆議院議員総選挙で秋田2区から日本社会党公認で立候補して当選し、翌1980年の第36回衆議院議員総選挙で落選。1983年の第37回衆議院議員総選挙で復帰。1986年の第38回衆議院議員総選挙で落選。衆議院議員は2期務めた。1989年の第15回参議院議員通常選挙で秋田県選挙区から日本社会党公認で立候補して当選した。同年、全国出稼組合連合会会長に就任し、出稼ぎ労働者の労働環境改善に努めた。参議院では厚生委員長を務めた。1995年の第17回参議院議員通常選挙で落選した。2014年死去。